# 玛加蕾特·冯·特罗塔
玛格丽特·冯·特罗塔（德語：[maʁ.ɡa.ˈʁeː.tə fɔn ˈtʁɔ.ta] ⓘ；1942年2月21日- ）是一位德国电影导演，被称为德国电影新浪潮的“领导力量”。冯·特罗塔的作品在国际上广泛获奖。她曾与导演施隆多夫结婚并与之合作。尽管他们的搭档相当成功，但冯·特罗塔认为自己被外界认为次要于施隆多夫。随后，她开启了自己的单飞生涯，成为“德国最重要的女性电影导演，提供了战后德国电影史上最持久、最成功的女性版本作者论”。冯·特罗塔作品的某些方面可与英格玛·伯格曼1960年代和1970年代的作品比肩。
冯·特罗塔被称为“世界领先的女权主义导演”。她电影的主要目的是创造女性的新形象。她的电影关注女性之间的关系（姐妹、闺蜜等），以及女性和男性之间的关系，包括政治背景。

## 早期生活
她是伊丽莎白·冯·特罗塔和画家阿尔弗雷德·罗洛夫的孩子，出生于柏林。二战结束后，她和母亲搬到了杜塞尔多夫。冯·特罗塔在缺失父亲情况下与母亲建立了牢固的联系。她曾经谈到她与母亲的关系如何让她对女性之间的友谊和团结产生了敏感性，这是她大多数电影中都可以看到的主题。冯·特罗塔于1960年代移居巴黎，在那里她为电影团体工作，合作编写剧本并共同导演短片。
冯·特罗塔早先也当过演员，出现在导演法斯宾德和施隆多夫的早期电影中。冯·特罗塔曾在一次采访中说：“我在新浪潮之前来自德国，所以我们有这些愚蠢的电影。电影对我来说是一种娱乐，但它不是艺术。到了巴黎，看了几部英格玛·伯格曼的电影，一下子明白了什么是电影。我看过希区柯克和法国新浪潮的电影。我认为，‘这就是我想做的事’。但那是1962年，一个女人很难当导演。在某种程度上，作为一种无意识的行为，我开始表演，当新德国电影开始时，我试图通过表演进入。”通过她的演艺生涯，冯·特罗塔在成为导演之前能够为自己建立起最初的名声。

## 职业生涯
在开始个人事业之前，她与电影工业的第一次接触是在施隆多夫的《康科姆巴赫的穷人突然发了财》（1971）中，她参演了该片。1975年，他们继续共同编写和共同导演《肉体的代价》，该片改编自海因里希·伯尔关于“联邦共和国的政治镇压”的小说。在冯·特罗塔的第一部电影中，人们可以看到在她早期的电影中引起共鸣的“个人与群体”之间的冲突。故事中的女性角色必须占据冯·特罗塔用来代表女性在男性统治的世界中受到限制的令人窒息的空间。她负责监督表演方面，而施隆多夫负责处理拍摄方面。作为一名导演，他并不被认为是非常大胆的，而冯·特罗塔的强项在于她如何指导电影中的演员“通过他们创作她的故事”。因此，两者可以相得益彰。他们的电影被认为是“1970年代中期最成功的德国电影”。这对夫妇合作拍摄了另一部电影《死刑》（1976年），冯·特罗塔参与了编剧，但没有执导这部作品。
特罗塔的第一部个人电影是1978年的《克里斯塔·克拉格斯的第二次觉醒》，重点关注“青年女性的政治激进化”。这部电影展示了特罗塔电影将来会闻名的若干主题：“女性之间的纽带、姐妹情谊以及暴力的使用和影响”。这部电影的剧本使用了关于从慕尼黑抓获学校教师玛吉特·岑基的真实故事。
在她多年的电影生涯里，冯·特罗塔谈到了许多女性特别关注的问题：“堕胎、避孕、女性在工作中的状况、家暴以及传统的女性角色。”
2001年，她担任第23届莫斯科国际电影节评委会主席。
她是萨斯费欧洲高等学院的电影教授，至今仍是德国电影界的重要人物。

### 姐妹电影
玛格丽特·冯·特罗塔的第二部长片是1979年的《姐妹们》。无意中，她用后续作品创作了“姐妹电影三部曲”：《德国姐妹》和《三姐妹》。《女性导演》一书的作者芭芭拉·夸特对这三部作品发表了评论：“对整体性的追求是冯·特罗塔整个姐妹系列的重中之重。”这些电影中的女性出生于传统时代（1940年代末和50年代），但她们拒绝社会为女性定下的立场。同样，自杀的话题亦是前两部电影着重讨论的，以及活着的姐姐如何与死去的姐姐联系起来。这三部电影探讨了姐妹情谊和她们在一个正在分崩离析的世界中的纽带；这件事使冯·特罗塔的作品进入了新德国电影。
《姐妹们》深入探讨了玛丽亚和安娜姐妹以及第三者之间的身体和精神上的联系。在安娜自杀之前，兄弟姐妹很亲近，但隐藏在她的面部表情背后的是一种渴望摆脱这种在追随她想要的东西和玛丽亚对她的索求之间的挫败感。玛丽亚面临自杀后的创伤，她通过将她姐姐的记忆移植到她的同事米里亚姆身上来应对她的毁灭。这最终导致玛丽亚处理她的内心问题，以便她可以尝试以和平的方式继续她的生活。这部电影于1981年在克雷泰伊国际女性电影节上获得了大奖
《德国姐妹》处理失去姐妹和学习如何处理悲伤的问题。在玛丽安因激进的恐怖活动而入狱后，玛丽安和朱莉安变得更加亲密。在玛丽安意外去世的消息后，朱莉安开始痴迷于所谓的自杀背后的真相，她不相信这是真的。这些角色是根据现实生活中的克里斯蒂安和古德伦·恩斯林改编的，与冯·特罗塔的其他电影相比，这使得“女权主义评论家”对这部作品给予了更多的关注。评论家质疑冯·特罗塔构建情节的方式，以及为什么她聚焦于克里斯蒂安的角色朱莉安，而不是古德伦（玛丽安）。这部电影的特点是使用多个闪回，从现在到童年以及其间的任何地方跳跃，打破了线性叙事的机构。在这部电影中，主要是纳粹时代影响了玛丽安和朱莉安，尽管方式不同。

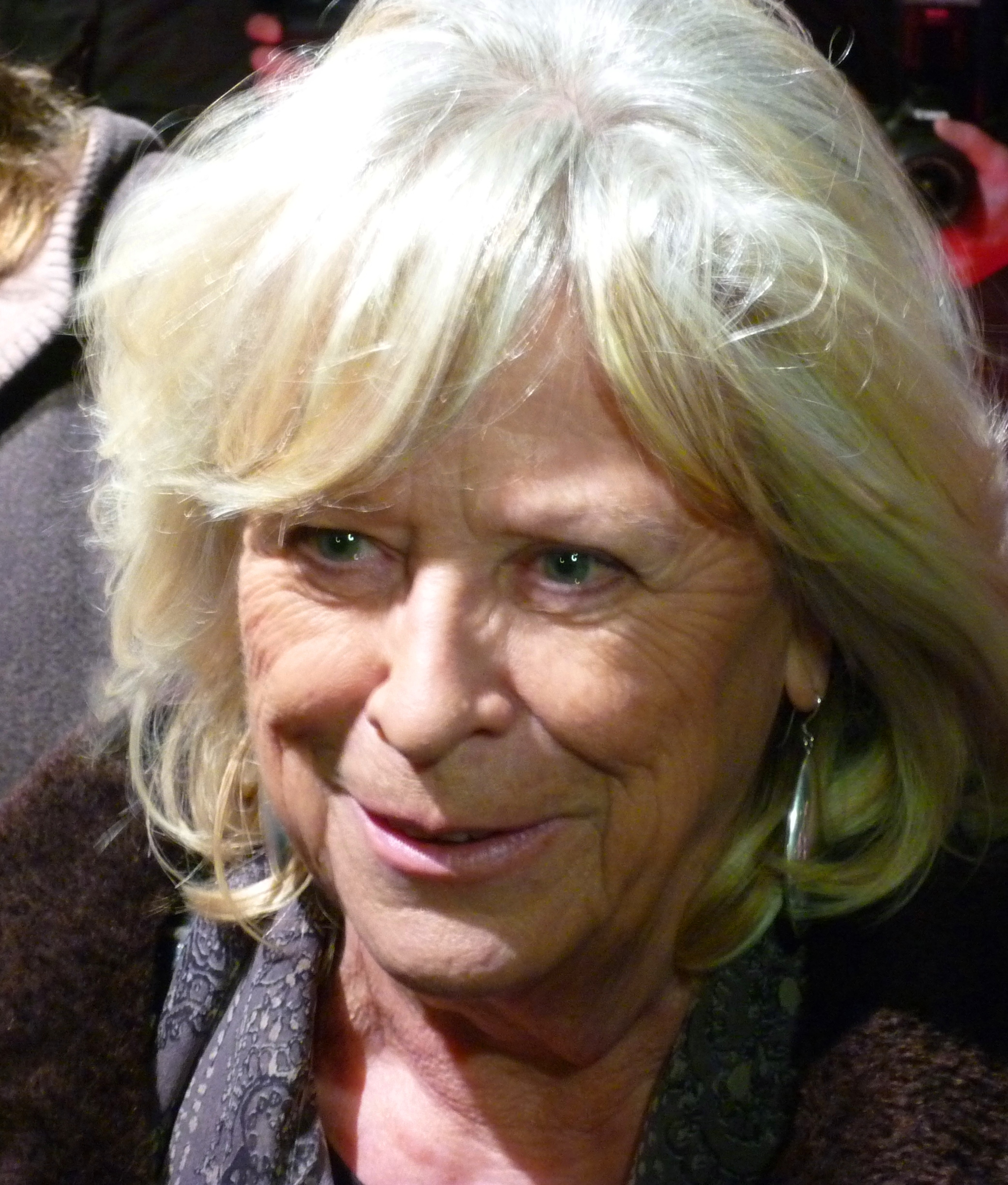
玛格丽特·冯·特罗塔（2013年1月）

冯·特罗塔在她的另一部作品《德国姐妹》中探讨的一个主题是“个人即政治”。在玛丽安的牢房里，姐妹俩接受了“他们的个人和政治分歧”。对这个主题的一种看法是，玛丽安的过往培养了她的政治、恐怖主义的存在。在故事的今天，她的政治行为影响了她的个人生活：她被判入狱并在牢房中去世，她的丈夫自杀，她的儿子处于危险之中。毫不奇怪，这部电影引起了保守派的激烈争论，他们认为玛丽安作为恐怖分子的角色被赋予了太多的解读。这部电影在1981年的威尼斯电影节上获得了费比西奖、金狮奖、新电影奖。冯·特罗塔赢得金狮奖对电影界的女性来说是一项真正的成就，因为自从莱尼·里芬斯塔尔在1938年获得“墨索里尼杯”以来，还没有一位女性导演获得过这一荣誉。1994年，英格玛·伯格曼将其列为他最喜欢的11部电影之一。
《三姐妹》（1988年）——冯·特罗塔的第六部长片电影——专注于三姐妹：奥尔加、玛莎和伊琳娜。正是通过这些女性，她能够就女性在社会中的地位以及影响她们生活的传统政治提出她的意见。再一次，这部电影讲述了渴望在生活的各个方面都具有重要意义的姐妹。她们对爱情的不断追求是她们应对生活中的消极的方式。它没有像其他电影那样重视政治，而是更多地关注冯·特罗塔对社会中男女之间的区别的看法。这部电影于1988年在戛纳电影节上获得金棕榈。

### 《她们的疯狂》
本片是冯·特罗塔的最受瞩目的电影之一，将自杀作为故事情节的重要组成部分。作者苏珊·林维尔和肯特·卡斯珀对这部电影的分析写道：“自杀的心理状态可能不是源于对外部现实的负面扭曲，而是源于对事物现状的准确评估。”在这个故事中，通过两个女性露丝和奥尔加之间的友谊来审视女性的感受。这部电影给人的印象是，据说冯·特罗塔是一个“憎恨男人的人”。1983年，冯·特罗塔在柏林国际电影节中获得了OCIC荣誉奖。同年，该片还入围柏林国际电影节金熊奖。

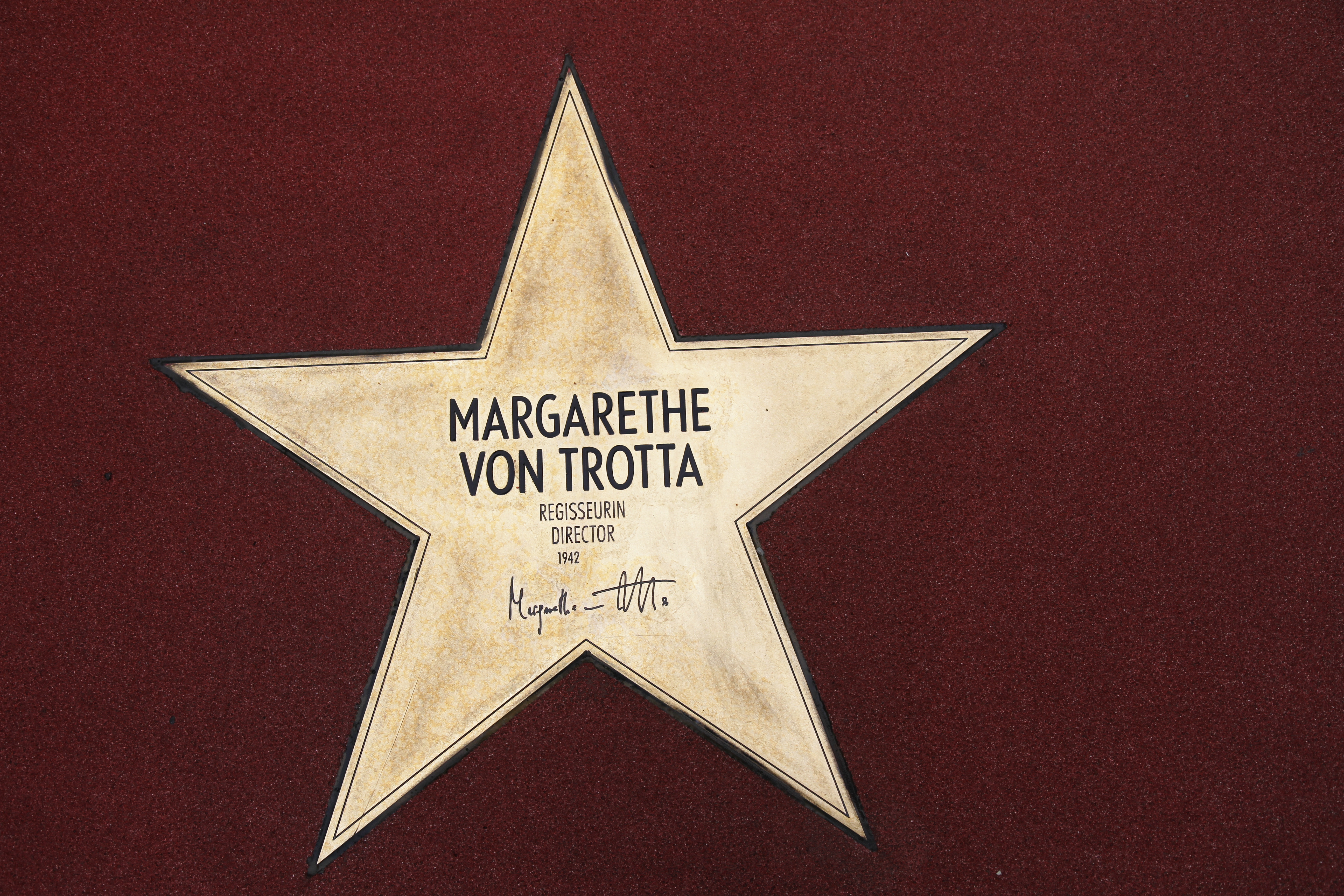
柏林星光大道上玛格丽特·冯·特罗塔的星形奖章

### 《罗莎·卢森堡》
冯·特罗塔1986年的同名电影讲述了女权主义和马克思主义社会主义者罗莎·卢森堡的故事，审视了她“作为公共革命者的生活和作为女性的个人经历”。芭芭拉·苏科娃曾出演过冯·特罗塔的几部电影，1986年凭借该角色在戛纳电影节获得最佳女主角奖。通过她的电影视野，冯·特罗塔回到了“政治与个人”的主题，对罗莎·卢森堡作为社会女性的个人生活和她作为“公共革命者”的政治生活给予了平等的关注。1986年，本片获得戛纳电影节金棕榈奖提名。后于1987年获得德国电影协会电影奖-金奖。

### 《玫瑰围墙》
本片中关于女性纽带及其情感的想法仍然是中心舞台。这部电影使用情节剧元素，来表达人物的情感。故事中有涉及“母女关系”的三个重叠的家庭联系：“第一代犹太裔美国人汉娜和她的母亲露丝之间的联系”；“露丝和她的犹太母亲米里亚姆之间的母女关系”；“还有代孕妈妈和露丝之间的核心关系。”在这里，母亲的定义从生物学的角度延伸到了象征性的角度。

### 《灵视》
本片记录了希尔德加德·冯·宾根的真实故事，她是一位修女，代表冯·特罗塔的另一位独立女性主人公——她通过放弃既定的行为规则来与教会的父权社会作斗争。在电影制片人杂志的采访中，她解释了对电影主题的选择：“当我在寻找一个遥远过去的女人时，我会寻找一个在某种程度上接近我自己的视野。..我总是被一个必须为自己的生活和现实而战的女人所吸引，她必须摆脱某种禁锢，释放自己。这也许是我所有电影的主题。”
再一次，在这个故事中见证了一种深厚的联系，就像在冯·特罗塔的其他电影中一样，希尔德加德和一个年轻的修女理查迪斯之间。继续采访，导演说：“这不是同性恋之爱！有一次，她[希尔德加德]说，“她是我的母亲，我是她的母亲，我是她的女儿，她是我的女儿。”希尔德加德不能生孩子，所以在某种程度上，理查迪斯是她的女儿、朋友和母亲[同时]；这是一种非常深刻的爱。”
冯·特罗塔期望拍一部女性主角的电影，观众可以与之产生共鸣，而不是仰视她，正如她在接受采访时澄清的那样：“吸引我的人物总是坚强的女性，她们也有弱点；因此，我从不试图把她们塑造成女主角。相反，我展示了她们如何努力寻找自己的方式，她们如何将自己放在那里，以及她们为了找到自己而不得不吞下多少东西。我着迷于她们如何克服障碍以实现目标。希尔德加德·冯·宾根有一个建立自己的修道院的梦想，在这个过程中她遭受了很多挫折。她最大的弱点是修女理查迪斯被从她身边带走的时候。在这种情况下，她要么表现得像一个被遗弃的小孩子，要么表现得非常愤怒。这种行为都记录在她的信中。正是这些极度自我放弃的时刻，让我觉得如此美丽、令人惊讶和矛盾。希尔德加德对自己通常给予他人的东西提出了要求。我绝对不想把她描绘成圣人。”

### 《汉娜·阿伦特》
本片描绘了德国犹太学者汉娜·阿伦特生活中的一个重要部分。在接受采访时，冯·特罗塔被问及阿伦特是否与她在过去电影中所描绘的女性相似。冯·特罗塔回答说，她过去的电影中的真实人物是如何为他们认为正确的原因而战和死的：罗莎希望她的社区有更多的平等，而古德伦想要彻底改变人类。冯·特罗塔说：“汉娜·阿伦特是一个符合我个人模式的女性，我在电影中所描绘的历史上重要的女性。“我想了解”是她的原则之一。我觉得这也适用于我自己和我的电影。

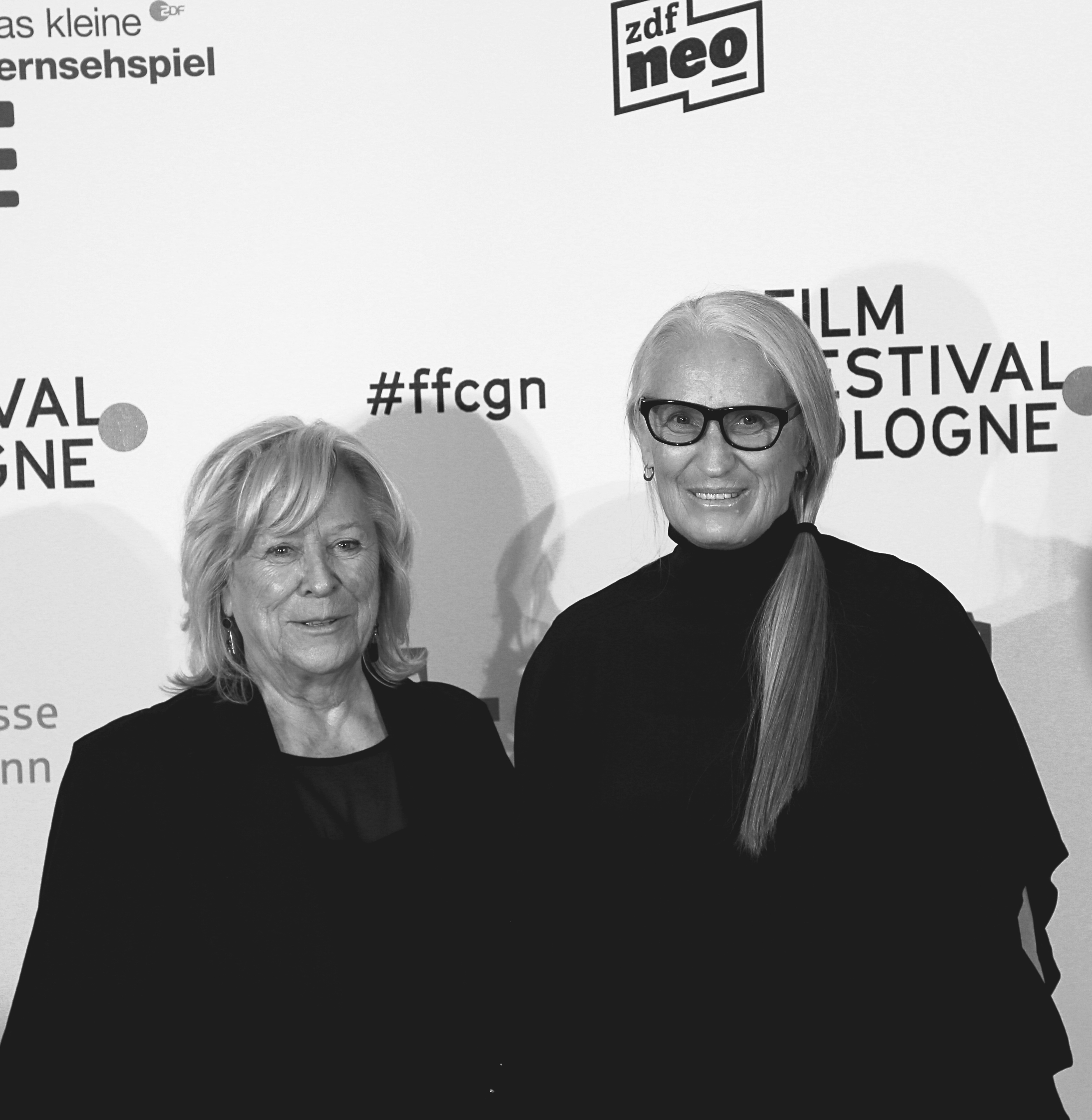
冯·特罗塔和简·坎皮恩在“2017 年科隆电影节颁奖典礼”上。

### 电视工作
电影导演遇到的常见问题是预算问题以及他们从哪里获得资金；八十年代中期，许多电影因“德国资助制度”的减资而倒闭。包括冯·特罗塔的几位女性电影制作人选择了安全的路线，进入了媒体教育领域。但冯·特罗塔不是——为了留在游戏中，她接受了电视作品的建议，即使这意味着失去一点她的艺术津贴。她的第一部电视作品是《温特金德》（1997年），这是她第一次没有为自己导演的作品创作剧本。随后她又拍摄了三部电视电影。通过她在电视工作的经历，冯·特罗塔学会了如何在保持她的艺术风格方面保持她作为“独立电影制作人”的印记。

## 个人生活
1964年，冯·特罗塔与尤尔根·穆勒结婚，并育有一子，德国纪录片导演费利克斯·穆勒。他们于1968年离婚，冯·特罗塔嫁给了德国电影制片人沃尔克·施隆多夫。他们一起抚养菲利克斯，并一起从事电影项目。夫妻俩在政治动荡的1970年代德国的电影合作记录在她的儿子穆勒2018年的电影《拥护者：我们的德国之秋》中。

## 作品

### 故事片
| 年份   | 标题                              | 备注                         |
| ------ | --------------------------------- | ---------------------------- |
| 1975年 | 《肉体的代价》                    | 与施隆多夫联合执导           |
| 1978年 | 《克里斯塔‧克拉格斯的第二次觉醒》 |                              |
| 1979年 | 《姐妹们》                        |                              |
| 1981年 | 《德国姐妹》                      | 威尼斯电影节金狮奖、费比西奖 |
| 1983年 | 《她们的疯狂》                    |                              |
| 1986年 | 《罗莎·卢森堡》                   |                              |
| 1988年 | 《Felix》                         | 选集电影——其中的“伊娃”       |
| 1988年 | 《三姐妹》                        |                              |
| 1990年 | 《非洲》                          |                              |
| 1993年 | 《长久的沉默》                    |                              |
| 1995年 | 《谎言》                          |                              |
| 2003年 | 《玫瑰围墙》                      |                              |
| 2006年 | 《我是另一个》                    |                              |
| 2009年 | 《灵视》                          |                              |
| 2012年 | 《汉娜·阿伦特》                   | 德国电影奖最佳影片银奖       |
| 2015年 | 《错放的世界》                    |                              |
| 2017年 | 《遗忘尼克》                      |                              |
| 2018年 | 《寻找英格玛·伯格曼》             | 纪录片                       |

## 延伸阅读
- Andac, Ben. "Margarethe Von Trotta." Senses of Cinema. Web. 4 May 2012. <http://sensesofcinema.com/2002/great-directors/von_trotta/ （页面存档备份，存于）>.
- "Awards for Margarethe Von Trotta." IMDb. IMDb.com. Web. 2 May 2012. <https://www.imdb.com/name/nm0903137/awards （页面存档备份，存于）>.
- "Birds Eye View: Filmmaker Focus: Margarethe Von Trotta." 2011 Film Festival: Celebrating Women Filmmakers. Birds Eye View. Web. 2 May 2012. <https://web.archive.org/web/20120110060906/http://www.birds-eye-view.co.uk/3878/filmmaker-focus-margarethe-von-trotta/margarethe-von-trotta.html>.
- Eifler, Margret. "Margarethe Von Trotta as Filmmaker: Biographical Retrospectives." The German Quarterly 76.4 (2003): 443–48. JSTOR 3252242.
- Gerhardt, Christina. “RAF as German and Family History: Von Trotta's Marianne and Juliane and Petzold's The State I Am in.” The Place of Politics in German Film. Ed. Martin Blumenthal-Barby (Bielefeld: Aisthesis, 2014). 166–184. Print.
- Gollub, Christian-Albrecht. "Volker Schlöndorff and Margarethe Von Trotta: Transcending the Genres." New German Filmmakers: From Oberhausen through the 1970s. Ed. Klaus Phillips. New York: Ungar Pub., 1984. 266–302. Print.
- "An Interview with Margarethe Von Trotta: Director of ‘Vision’" Interview by Zeitgeist Films. Spirituality Practice. Zeitgeist Films. Web. 3 May 2012. <http://www.spiritualityandpractice.com/films/features.php?id=20271 （页面存档备份，存于）>.
- Kuttenberg, Eva. "The Hidden Face of Narcissus: Suicide as Poetic Speech in Margarethe Von Trotta's Early Films." Women in German Yearbook: Feminist Studies in German Literature & Culture 20 (2004): 122–44. JSTOR 20688975.
- Linville, Susan E. "Retrieving History: Margarethe Von Trotta's Marianne and Juliane." PMLA 106.3 (1991): 446–58. JSTOR 462778.
- "Margarethe Von Trotta." German Flicks. HyperEd. Web. 2 May 2012. <https://web.archive.org/web/20081208001650/http://www.germanflicks.com/trotta.html>.
- "Margarethe Von Trotta." IMDb. IMDb.com. Web. 6 May 2012. <https://www.imdb.com/name/nm0903137/ （页面存档备份，存于）>.
- Parkinson, Anna M. "Neo-Feminist Mütterfilm? The Emotional Politics of Margarethe Von Trotta's 'Rosenstrasse'" The Collapse of the Conventional: German Film and Its Politics at the Turn of the Twenty-First Century. Ed. Jaimey Fisher and Brad Prager. Detroit: Wayne State UP, 2010. Print.
- Prot, Bénédicte. "Von Trotta to Start Shooting Hannah Arendt Biopic." Cineuropa. German Films. Web. 4 May 2012. <http://cineuropa.org/2011/nw.aspx?t=newsdetail>.
- Rueschmann, Eva. "The Politics of Intersubjectivity: The Sister Films of Margarethe Von Trotta." Sisters On Screen: Siblings in Contemporary Cinema. Philadelphia: Temple UP, 2000. 147–75. Print.
- Seiter, Ellen. "The Political Is Personal: Margarethe Von Trotta's 'Marianne and Juliane'" Films For Women. Ed. Charlotte Brunsdon. London: British Film Institute, 1986. Print.
- Skidmore, James M. "Intellectualism and Emotionalism in Margarethe Von Trotta's "Die Bleierne Zeit"" German Studies Review 25.3 (2002): 551–67. JSTOR 1432601.
- Sklar, Robert. "Invaded by Memories of Germany's Past: An Interview with Margarethe Von Trotta." Cineaste 29.2 (2004): 10–12. Web. 3 May 2012. <https://web.archive.org/web/20131111163708/http://people.ucsc.edu/~stamp/162female/162_Female_Fmkrs/Readings_files/Cineaste%20Interview%20Sklar.pdf>.
- Smith, Damon. "MARGARETHE VON TROTTA, "VISION" | Filmmaker Magazine." Filmmaker: The Magazine of Independent Film. Filmmaker Magazine, 13 October 2010. Web. 5 May 2012. <http://www.filmmakermagazine.com/news/2010/10/margarethe-von-trotta-vision/ （页面存档备份，存于）>.
- Wydra, Thilo. "Margarethe Von Trotta on Hannah Arendt: 'Turning Thoughts into Images'" German Filmmakers and Movies. Goethe Institute. Web. 4 May 2012. <http://www.goethe.de/kue/flm/far/en8898031.htm （页面存档备份，存于）>.